# Nicolás Dueñas
Nicolás Dueñas (Consuegra, Toledo, 18 de junio de 1941 - Madrid, 2 de noviembre de 2019)fue un actor español.

## Biografía
Tras estudiar bachillerato se incorporó al Teatro Español Universitario de Madrid, donde dio sus primeros pasos en el mundo de la interpretación. En 1966 debutó en el cine con la película La busca, de Angelino Fons.
Estuvo casado con la representante de artistas María Navarro (ex mánager de la tonadillera Isabel Pantoja), con la que tuvo dos hijas, la abogada Ana Dueñas (1965 - 2016) y la actriz Lola Dueñas (1971), ganadora de dos Premios Goya a la mejor interpretación protagonista. Tras su divorcio se unió sentimentalmente a la actriz Emma Ozores.
Falleció el 2 de noviembre de 2019 en Madrid a los 78 años víctima de un cáncer.Fue incinerado en el Tanatorio Sur de Madrid, donde se instaló su capilla ardiente.

## Cine
Su carrera cinematográfica estuvo totalmente supeditada a su trayectoria en teatro y televisión. De hecho rodó, en papeles secundarios, otras cuatro películas, las tres primeras con Pilar Miró tituladas El crimen de Cuenca (1980), Gary Cooper, que estás en los cielos (1980), Tu nombre envenena mis sueños (1996). Divinas palabras (1987), de José Luis García Sánchez.

## Teatro
Su carrera fue mucho más sólida, destacando papeles como los interpretados en Angelina o el honor de un brigadier, La marquesa Rosalinda, Hair (versión para el café teatro, 1970) y Sabor a miel.Entre las obras en las que ha intervenido figuran también:
- La ratonera (1972), de Agatha Christie.[4]
- Godspell (1975)
- Y de Cachemira, chales (1976), de Ana Diosdado.[5]
- El adefesio (1977), de Rafael Alberti.
- Oye, patria, mi aflicción (1978), de Fernando Arrabal.
- Drácula (1978), de Hamilton Deane y John L. Balderston.
- El perro del hortelano (1979), de Lope de Vega.
- Los baños de Argel (1979) de Miguel de Cervantes.
- Aspirina para dos (1980), de Woody Allen.
- La señora Tártara (1980) de Francisco Nieva.
- Hijos de un dios menor (1981) de Mark Medoff.
- El taxidermista (1982) de Ángel García Pintado.
- Los buenos días perdidos (1982), de Antonio Gala.
- Aquí no paga nadie (1983), de Dario Fo.
- El joven Telémaco (1984)
- ¿Que tal cariño? (1986), de Santiago Moncada.
- Cuplé (1986), de Ana Diosdado.[6]
- Abejas en diciembre (1987), de Alan Ayckbourn.[7]
- Los domingos, bacanal (1991)[8]
- El santo de la Isidra (1991), de Carlos Arniches.
- Plaza alta (1995)
- La noche (1996)
- Esta noche no estoy para nadie (1998)
- Más o menos amiga (1999)
- Baldosas (2000)
- My Fair Lady (2001)
- Cuernos (2004)
- Barcelona, mapa de sombras (2006)
- Toc Toc (2009)

(Lista incompleta)

## Televisión
Rostro habitual en Televisión Española desde mediados de la década de los sesenta, durante años intervino en decenas de obras, incluidas en espacios dramáticos como Estudio 1 y Teatro de siempre. En 1984 protagonizó la serie Cosas de dos, junto a Covadonga Cadenas y Margot Cottens y posteriormente en Los negocios de mamá (1997), La banda de Pérez (1997), Agente 700 (2001) y la exitosa Aquí no hay quien viva (2003 - 2006), con la que consiguió gran popularidad.

### Trayectoria
| - La familia Mata - El cumple de Jorge (19 de noviembre de 2007) - Javi llega a la familia (14 de abril de 2008) - Hermanos y detectives - El secreto de Roque Peralta (11 de septiembre de 2007) - Aquí no hay quien viva (2003-2006) - Rafael Álvarez - El comisario - 1500 grados (17 de enero de 2000) - La mano que da de comer (31 de enero de 2000) - Manzana envenenada (25 de junio de 2003) - Por lo que más quieras (25 de febrero de 2004) - Agente 700 (2001) - Mediterráneo - Caballo ganador (2000) - Vida y sainete (1998) - La banda de Pérez (1997) - Los negocios de mamá (1997) - El súper (1996) - Compuesta y sin novio - La recomendada (1 de noviembre de 1994) - Encantada de la vida (1994) - Lleno, por favor (1993-1994) - Cosas de dos (1984) - Primera función - La casa de las chivas (8 de junio de 1989) - La comedia - Aquí no paga nadie (28 de febrero de 1984) - Un encargo original - Mis cuatro hombres (24 de septiembre de 1983) - Teatro Breve - Las codornices (31 de enero de 1980) - Eres un desalmado (3 de mayo de 1981) - Estudio 1 - Cyrano de Bergerac (7 de enero de 1969) - Isabel y Fernando (19 de octubre de 1969) - El farsante más grande del mundo (18 de noviembre de 1969) - El águila de dos cabezas (2 de diciembre de 1969) - El chico de los Winslow (29 de enero de 1970) - Jorge y Margarita (17 de enero de 1971) - El portero (19 de febrero de 1971) - El misterio español de Cristo (8 de abril de 1971) - Don Gil de las calzas verdes (18 de junio de 1971) - ¿Quiere usted jugar con mí? (26 de mayo de 1972) - Juegos de sociedad (2 de marzo de 1978) - La desconocida de Arrás (16 de marzo de 1978) - Los comuneros (8 de junio de 1978) - Escuela de mujeres (14 de septiembre de 1980) - Teatro Estudio - Tierra baja (30 de noviembre de 1978) - Curro Jiménez - Los rehenes (2 de marzo de 1977) - Páginas sueltas (1970) - Vivir para ver - Los insensatos (10 de septiembre de 1969) | - Novela - Primer amor (17 de octubre de 1965) - La casa de la Troya (20 de diciembre de 1965) - El gallardo español (19 de abril de 1966) - Las Indias negras (25 de julio de 1966) - Marieta y su familia (28 de abril de 1969) - Isabel y Fernando (12 de mayo de 1969) - La gitanilla (13 de abril de 1970) - Madre Alegría (6 de julio de 1970) - Amalia (20 de julio de 1970) - Un yanqui en la corte del rey Arturo (8 de marzo de 1971) - Maruja (24 de enero de 1972) - El hombre que ríe (7 de febrero de 1972) - La hija del Capitán (12 de junio de 1972) - La feria de las vanidades (23 de abril de 1973) - El billete de lotería (9 de septiembre de 1974) - Las bostonianas (5 de junio de 1978) - Ficciones - Evadidos (27 de enero de 1972) - Avatar (7 de julio de 1972) - La nariz (23 de junio de 1973) - El rescate del jefe indio (6 de octubre de 1973) - El número 17 (24 de noviembre de 1973) - El otro yo (8 de diciembre de 1973) - El balcón (15 de diciembre de 1973) - La felicidad del soldado (30 de marzo de 1974) - Deuda fastuosa (14 de abril de 1974) - Corazón débil (23 de septiembre de 1974) - Mónica a medianoche (1973) - Hora once - La loba (9 de diciembre de 1968) - La enemiga (18 de octubre de 1969) - El canto d ela muerte (30 de octubre de 1969) - El crimen de Lord Saville (13 de febrero de 1970) - El extraño secreto de Shalken, el pintor (17 de octubre de 1970) - Duque de Portland (19 de diciembre de 1970) - Las mujeres buenas (22 de abril de 1971) - Odiseas del Norte (6 de noviembre de 1971) - El maestro (22 de abril de 1972) - Teatro de siempre - El alcalde de Zalamea (1967) - Peribáñez y el Comendador de Ocaña (26 de enero de 1967) - El portero (31 de octubre de 1968) - El abanico de Lady Windermere (3 de noviembre de 1967) - Pingpong (14 de noviembre de 1968) - Orestes (2 de marzo de 1969) - La señorita de Trevélez (17 de abril de 1969) - El lindo don Diego (26 de junio de 1969) - La estrella de Sevilla (10 de julio de 1969) - Las nubes (16 de marzo de 1970) - Hamlet en los suburbios (4 de mayo de 1970) - El arbitraje (10 de septiembre de 1970) - Ponme, ponme, ponme (29 de octubre de 1970) - La reina muerta (17 de diciembre de 1970) - Las alegres comadres de Windsord (19 de marzo de 1971) - El hombre sin cuerpo (30 de junio de 1971) - Pequeño estudio - La coartada (18 de junio de 1969) - El hombre de mundo (1967) |

## Premios
Premios de la Unión de Actores y Actrices.
| Año  | Categoría                          | Montaje | Resultado |
| ---- | ---------------------------------- | ------- | --------- |
| 2009 | Mejor actor protagonista de teatro | Toc Toc | Ganador   |